# Taunayia bifasciata
Taunayia bifasciata är en fiskart som först beskrevs av Eigenmann och Norris, 1900.  Taunayia bifasciata ingår i släktet Taunayia och familjen Heptapteridae. Inga underarter finns listade i Catalogue of Life.